# Arthur Horwich

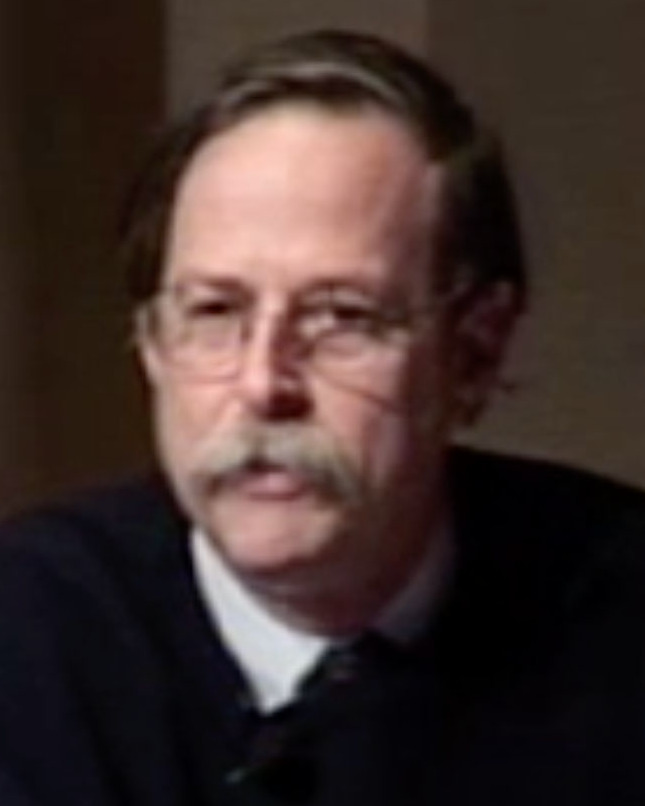
Arthur Horwich

Arthur L. Horwich (* 1951) ist ein US-amerikanischer Zellbiologe. Er lehrt und forscht als Professor für Genetik und Pädiatrie an der Yale University und am Howard Hughes Medical Institute.

## Leben und Wirken
Arthur Horwich wurde 1951 geboren und wuchs in Oak Park, einem westlichen Vorort Chicagos, auf. Als Kind war er Funkamateur, wandte sich aber bereits in der High School der Medizin zu. Ab 1969 studierte er an der Brown University, wo er 1972 den Bachelor erwarb. Er untersuchte den Stoffwechsel von Fettzellen und erhielt 1975 – als bester seines Jahrgangs – den Abschluss als Medical Doctor. Anschließend bildete er sich auf dem Gebiet der Kinder- und Jugendmedizin weiter. Er arbeitete drei Jahre als Post-Doktorand am Salk Institute for Biological Studies auf dem Gebiet der Molekularbiologie und Virologie, ehe er 1981 als Postdoc für medizinische Genetik an die Yale University Medical School zurückging. Mit seinem Mentor Leon Rosenberg klonte er dort Ornithin-Transcarbamylase (OTC). 1984 wurde er Assistenzprofessor in der Fakultät für Genetik und baute sein eigenes Labor auf. Dort gelang es ihm 1987 OTC in Hefe herzustellen. Zu Horwichs Hauptforschungsgebiet entwickelte sich die Proteinfaltung. 1989 konnte er den Nachweis erbringen, dass Chaperone Proteine falten und hat auch viele weitere Untersuchungen am Hitzeschockprotein GroEL durchgeführt. Seit 1990 forscht er auch am Howard Hughes Medical Institute und 1995 wurde er voller Professor in Yale.
Arthur Horwich und seine Frau Martina haben drei Kinder.

## Auszeichnungen
- Basil O’Connor Research Award
- 2001: Hans Neurath Award (Protein Society)
- 2003: Wahl in die National Academy of Sciences
- 2004: Gairdner Foundation International Award (Gairdner Foundation)
- 2006: Stein and Moore Award (Protein Society)
- 2007: Wiley Prize in Biomedical Sciences
- 2008: Rosenstiel Award for Distinguished Work in Basic Medical Science
- 2008: Louisa-Gross-Horwitz-Preis
- 2011: Albert Lasker Award for Basic Medical Research[13]
- 2011: Massry-Preis mit Franz-Ulrich Hartl[14]
- 2012: Shaw Prize in Life Science and Medicine
- 2013: Herbert Tabor Forschungspreis mit Franz-Ulrich Hartl[15]
- 2016: Albany Medical Center Prize
- 2017: E. B. Wilson Medal
- 2019: Paul-Ehrlich-und-Ludwig-Darmstaedter-Preis mit Franz-Ulrich Hartl[16]
- 2019: Dr. Paul Janssen Award for Biomedical Research
- 2020: Breakthrough Prize in Life Sciences
- 2021: Mitglied der American Academy of Arts and Sciences
- 2022: HFSP Nakasone Award
- 2023: BBVA Foundation Frontiers of Knowledge Award[17]